# Радмила Цајић
Радмила Цајић или Радмила Цајић-Живковић била је српска балерина и балетски педагог. 
Била је ученица Пољакове и Маге Магазиновић. У Београду је 1937. отворила школу модерног балета, према Јосовом систему, уз додатак шпанских игара и ритмичке гимнастике.